# Христофор Каракановски
Христофор Маринов Каракановски е български офицер (подполковник), участник в Сръбско-българската (1885), Балканската война (1912 – 1913), Междусъюзническата война (1913).

## Биография
Христофор Каракановски е роден на 23 януари 1861 г. в Ловеч. През 1880 г. завършва Военното на Негово Княжеско Височество Училище във 2-ри випуск и е прекомандирован в киевската крепостна артилерия.

## Сръбско-българска война (1885)
По време на Сръбско-българската война (1885) поручик Каракановски служи в 1-ви артилерийски полк (28 септември – 30 октомври 1885), след което е на разпореждане на началника на Северния отряд, като командва средния участък на Видинската крепост – бастиони №5 и №6, заедно с редута в центъра на крепостта. Награден е с Военен орден „За храброст“ IV степен.
След края на войната взема участие в детронацията на княз Александър Батенберг (1886), като след контра-преврата емигрира в Русия, като след разрешаване на офицерско-емигрантския въпрос се завръща през 1898 г. През 1904 г. е произведен в чин подполковник и същата година назначен за помощник-командир на Видинския крепостен батальон.

## Балкански войни (1912 – 1913)
По време на Балканската война (1912 – 1913) подполковник Каракановски е мобилизиран и назначен за командир на 4-ти нескорострелен артилерийски полк.
Политически се ориентира към БЗНС и е деен съратник на Александър Стамболийски и Райко Даскалов.
Подполковник Христофор Каракановски умира на 2 юни 1838 година в Русе.
Спомените му от Сръбско-българската война озаглавени „Възпоминанията на подполковник Каракановски за действията му в Сръбско-българската война 1885 г., тогава поручик в 1-ви артилерийски полк (сега 4-ти артилерийски полк)“ се съхраняват в Централния военен архив.

## Военни звания
- Подпоручик (30 август 1880)
- Поручик (30 август 1883)
- Капитан (24 март 1886)
- Майор (1 юли 1896)
- Подполковник (1904)

## Награди
- Военен орден „За храброст“ IV степен